# Philip Brandin
Philip(p) Brandin (virksom fra 1562, død 1594) var en nederlandsk bygmester og billedhugger, der blandt andet var virksom i Mecklenburg og Danmark.

## Biografi
Brandin stammede fra Utrecht og var gift med Anne Giess (Gisser). Han virkede i 1562 som billedhugger i Mecklenburg hos hertug Ulrik 3. af Mecklenburg-Güstrow. Efter at Pahr'erne 1572 havde forladt Mecklenburg, blev Brandin den dominerende bygmester, og hermed fik nederlandsk dekoration fast fod i dette land. Som billedhugger er hans hovedværk her gravmindet i Güstrow Domkirke over Christian III's søster, hertuginde Dorothea (1576 ff.) og gravmindet over hertug Ulrik (1580'erne).
Efter at være udnævnt til hertugelig hofbygmester i 1583 genopbyggede han en i 1586 nedbrændt fløj af Güstrow Slot. På anbefaling af hertug Ulrik, Frederik II's svigerfader, toges han i kongens tjeneste som bygmester på Nykøbing Slot 1588, hvor regeringsrådet efter kongens død overlod ham at opføre en ny bygning efter den "skabelon", han selv havde udført. Samtidig med at Brandin beholdt sin stilling i Mecklenburg, ledede han i de følgende år opførelsen af slottet, der skulle tjene til ophold for enkedronning Sophie. Brandins oprindelige plan blev dog sikkert modificeret, da betydelige dele af de ældre bygninger kom til at indgå i anlægget, som herved mistede sin regularitet. 1. juli 1594 fik han sin sidste udbetaling, og samme år må han være død, da restbeløbet for hans arbejde ved slottet blev udbetalt til enken 14. november. Slottet blev nedrevet 1767. Brandin, hvis arkitektur er præget af en kraftig, dekorativ virkning (skulptur og rustika), har muligvis stået Ingeborg Skeel bi ved opførelsen af Voergaard Slot, som fandt sted omkring 1590 i den periode, han opholdt sig i Danmark.